# Boks na Letnich Igrzyskach Olimpijskich 1920
Wyniki zawodów bokserskich podczas Igrzysk Olimpijskich w Antwerpii w 1920 r.

Zawody przeprowadzono w dniach od 21 do 24 sierpnia 1920 r. Walki odbywały się w antwerpskim Ogrodzie Zoologicznym. Wzięło udział 116 bokserów z 12 krajów.
Pojedynki składały się z trzech rund. Dwie pierwsze po trzy minuty i trzecia czterominutowa. W przypadku braku rozstrzygnięcia rozgrywano rundy dodatkowe po dwie minuty każda.

## Medaliści
| Konkurencja                 | Złoty           | Srebrny            | Brązowy                 |
| waga musza (50,802 kg)      | Frankie Genaro  | Anders Pedersen    | William Cuthbertson     |
| waga kogucia (53,525 kg)    | Clarence Walker | Chris Graham       | George McKenzie         |
| waga piórkowa (57,152 kg)   | Paul Fritsch    | Jean Gachet        | Edoardo Garzena         |
| waga lekka (61,237 kg)      | Samuel Mosberg  | Gotfred Johansen   | Clarence Newton         |
| waga półśrednia (66,678 kg) | Bert Schneider  | Alexander Ireland  | Fred Kolberg            |
| waga średnia (72,574 kg)    | Harry Mallin    | Georges Prud’Homme | Montgomery Herschowitch |
| waga półciężka (79,378 kg)  | Edward Eagan    | Sverre Sørsdal     | Harold Franks           |
| waga ciężka (>79,378 kg)    | Ronald Rawson   | Søren Petersen     | Xavier Eluère           |

## Klasyfikacja medalowa
| Klasyfikacja medalowa | Klasyfikacja medalowa | Klasyfikacja medalowa | Klasyfikacja medalowa | Klasyfikacja medalowa | Klasyfikacja medalowa |
| --------------------- | --------------------- | --------------------- | --------------------- | --------------------- | --------------------- |
| Miejsce               | Reprezentacja         | Złoto                 | Srebro                | Brąz                  | Razem                 |
| 1.                    | USA                   | 3                     | 0                     | 1                     | 4                     |
| 2.                    | Kanada                | 2                     | 2                     | 2                     | 6                     |
| 3.                    | Wielka Brytania       | 2                     | 1                     | 3                     | 6                     |
| 4.                    | Francja               | 1                     | 1                     | 1                     | 3                     |
| 5.                    | Dania                 | 0                     | 3                     | 0                     | 3                     |
| 6.                    | Norwegia              | 0                     | 1                     | 0                     | 1                     |
| 7.                    | Włochy                | 0                     | 0                     | 1                     | 1                     |